# John Gamble (oficer)
Podpułkownik John M. Gamble (ur. 1791 w Nowym Jorku, zm. 11 września 1836 tamże) – oficer Marines.
Mianowany podporucznikiem 16 stycznia 1809. Wyróżnił się w wielu przedsięwzięciach, między innymi dowodząc w 1813 pryzem fregaty Essex w czasie jej nieobecności, mając do dyspozycji zaledwie czteroosobową załogę, bez mapy, w 17-dniowym rejsie na Hawaje. W ten sposób Gamble stał się jedynym Marine w historii, który dowodził amerykańskim okrętem wojennym.
Jego bratem był porucznik U.S. Navy, Peter Gamble.